# Cordón de la Ramada
Als Cordón de la Ramada („Ramada-Kette“; auch Cordillera de la Ramada) wird eine Gebirgskette der Anden-Frontkordillere in der Region Cuyo im mittleren Westen Argentiniens bezeichnet. Das geographische Objekt befindet sich im Departamento Calingasta der Provinz San Juan im Grenzgebiet zu Chile. Es handelt sich um ein Gebirgsmassiv von etwa 1000 km² Ausdehnung mit einer Reihe von Gipfeln die 5000 m übersteigen. Der höchste davon ist der Mercedario. 
Ein großer Teil des Massivs in dem Vulkanite aus dem Miozän zu finden sind, wird geologisch unter der Bezeichnung Vulkankomplex La Ramada zusammengefasst. Das effusive Zentrum war der Stratovulkan La Ramada dessen Caldera am südlichen Ende liegt, mit einem Durchmesser von etwa 5 km. Der Vulkan war in einem Zeitraum von vor 20 bis 10 Millionen Jahren aktiv.
Die höchsten Gipfel sind:
- Mercedario (6770 m)[5]
- Cerro Ramada (6370 m; alias Montenegro[1])
- Cerro Mesa (6161 m)
- Cerro Alma Negra (6088 m)
- Pico Polaco (5924 m)
- Pongos Sur (5711 m)[6]
- Cerro Mantiales (ca. 5600 m)[6]
- Cerro Negro (5590 m)
- Cerro Stelzner (5450 m)[1]
- Cerro Schiller (5304 m)[1]
- Cerro Wanda (5136 m)